# Worcester Music Festival
Il Worcester Music Festival è un festival musicale annuale che si tiene in più di 20 locali nel centro della città di Worcester, in Inghilterra, ogni settembre. È stato fondato nel 2008 da Chris Bennion come piattaforma per incoraggiare la musica dal vivo, locale e originale a Worcester e nelle aree circostanti.

## Descrizione
Il festival si svolge in pub, club, caffè, edifici pubblici, barche, chiese, negozi di dischi e ci sono spettacoli di strada nel centro della città con circa 250 eventi ogni anno. Di recente le performance sono state presentate da paesi più lontani come Egitto, Russia, Romania e America, tuttavia gli organizzatori esaminano attentamente ogni richiesta poiché il festival riguarda innanzitutto la promozione di artisti emergenti.
Con più di 20 diversi promotori ora coinvolti nel festival, che assicurano che ogni genere musicale sia coperto, e ogni fan della musica sia soddisfatto, il festival è anche strettamente legato alla BBC Hereford & Worcester, con un palco arrangiato da Andrew Marston della BBC Presentazione dello spettacolo, e presenta numeri che sono apparsi nello spettacolo trasmesso dal festival e dal popolarissimo SLAP Magazine. Il festival è un evento senza scopo di lucro gestito da un team entusiasta di 20 volontari, in gran parte musicisti locali o persone associate alla scena musicale di Worcester. Non solo fornisce una vetrina per il talento musicale locale di tutti i generi, ma offre opportunità di istruzione e sviluppo professionale attraverso una varietà di workshop e gruppi d'ascolto.
Il festival ha anche una tradizione di essere il luogo in cui si sono formate nuove band e progetti, poiché musicisti e artisti hanno fatto rete nel corso degli anni. Tutti i concerti e i workshop del Worcester Music Festival sono gratuiti.

## Bande
I seguenti artisti si sono esibiti in questi festival precedenti

### 2008
- 1147am
- And What Will Be Left Of Them?
- Angelcynn /Foxtail Soup /Ouja
- Anna Rice
- Babajack
- Black cat Bone
- Black Sheep
- BlueRADIO
- Brontosaurus Chorus
- Bruno Gallone
- BSN [420]
- Calm Like  A Riot
- Calming
- Claire Boswell
- Cmajor7
- Cobweb Dilemmas
- Come Together
- Corda
- Crooked Empire
- Da Vinci
- Dan Greenaway
- Dandelion Killers
- Danse Macabre
- David Bristow
- Dissidence
- Doctor & The Duke
- Doctors Orders
- Drumlove
- Dudes Of Neptune
- Evangaline
- Expedestrian
- Fallen Angel
- Faullsgold
- Figures of Hate
- Fine and Shandy
- Flames of Our Neighbours
- Flo Rowland
- Flo Rowland
- FreewateR
- Fury
- Fusion
- Fusion
- Gamble Gamble
- George Cowley Experience
- Harlem Dandy
- Harry Payne
- Harry Payne
- Highway 5
- HiJack
- Host
- Hot Wyred
- Jamie Knight
- Jasper
- Jazica
- Jess Allen
- John Perkins
- Johnny Kowalski
- Judy  Pass
- Jules Benjamin The Fingers
- Kahuna
- Lou Richardson
- Lounge Potato
- Martyr De Mona
- Matt Woozey & Strange Rain
- Meg
- Muleskinner Blues Band
- Natalie Hall
- Neil Ivision & The Misers
- Open Savana
- Penny White
- Pippa Jennings
- Poor Bob
- Reprise
- Revolver
- Robin Welch
- Rose Bampton
- Rupert & The Robbers
- Sam Eden Experience
- Scandal House
- Shellshock
- Shoot The Moon
- Shurikume
- Silver Tequila
- Skankbox
- Slidin’ Steve
- Smokestack
- Somers Traditional Folk Club
- Soul Syndicate
- Steve Maitland
- Stunt Dog
- Take The Fifth
- Ten Fifty
- Tenth Aggression
- Terror Mob
- The Abbot Of Reason
- The Abbot Of Unreason
- The Amateurs
- The Arquettes
- The Big Cats
- The Brazilians
- The Cape Of Good Hope
- The Dastards
- The Donns
- The Fingers
- The Fire Balls
- The Lexie Stobie Band
- The Ragged Crows
- The Royal Alberts
- The Worrisome Ankle Trout
- The Zo Show
- The   Magoos
- Untitled Musical Project
- Velvet Trick
- Wake (from the Dastards
- Warmoth
- Warpath
- Weak 13
- Will Dance For Chocolate
- WSRP
- Zanders Of Severn
- Zophie

### 2018

#### 14 settembre
- The Stiff Joints
- Skewwhiff
- The Fidgets
- The Miffs
- Howard James Kenny
- nth cave
- I
- The Lion
- Misanthropic Existence
- DEVILS
- Hump De Bump
- Bleeding Hearts
- Connor Maher Quartet
- Set em up Joe
- GagReflex
- 7Suns
- Lower Loveday
- Mice in a Matchbox
- The Other Dramas
- Born Zero
- The Desperados
- S K Y L Y T S
- Jack Monopoli
- Glitch
- Don Mac
- Liberty Artillery
- GOWST (formally Esteban)
- Trevino Slaxx
- Jack Blackman
- Elgar School of Music Folk Ensemble
- Horror On The High Seas
- Liar Liar
- Mark Stevenson
- Pre Sleep Monologue
- Niall McKenna
- The Pink Diamond Revue
- Parson City
- Anna Mason
- Shepherd’s Purse
- Dave Ryles and Barrie Scott
- Jake Of Diamonds
- Maefield
- Calming River
- Bitterroots
- 3WOD
- Institutes
- Don’t Mess with Katie
- Rebel Station
- Immy & The Boatman
- Hitchhiker
- Rod Willmott
- AnyPercent
- Copper Feel
- Andy Tyler and Ray Sanders
- The Cowleys
- Lycio
- Sean Jeffery
- Ruben Seabright
- Nobby von Wright
- Immy & The Boatman plus friends.

#### 15 settembre
- Swaktang
- The Humdrum Express
- Leg Puppy
- Nigel Clark (Dodgy) and compere for evening
- Jake Martin
- Criminal Mind
- Nasty Little Lonely
- Violet
- The Storyville Mob
- Vonhorn
- Kiss Me
- Killer
- The Collective
- Arcadia Roots
- Ivory Wave
- Yur Mum
- Inwards
- White Rhino
- SODEN
- Voodoo Stone
- Worcestershire Levellers
- Socket
- Grave Altar
- Johnny Kowalski and the Sexy Weirdos
- The Purple Shades
- Bloody English
- Colin Baggs Acoustic Guitarist
- Esuna
- Victoria Crivelli
- Flying Ant Day
- Polly Edwards
- Ross Angeles
- Twist Helix
- Dogs Of Santorini
- Stone Mountain Sinners
- Bryony Williams
- Plastic Scene
- The Atrocity Exhibit
- As Mamas
- I CAN
- I CAN’T
- Black Boxes
- Jess Silk
- Happy Bones
- Viv Bell and Huw Knight
- SLTR
- Free Galaxy
- Big Fat Shorty
- grownuplife
- Ellisha Green
- Bob Jones
- Vinny Peculiar
- The Contact High
- The Social Experiment
- Monkwood Green
- Deathly Pale Party
- Benjamin Dallow
- You Dirty Blue
- B.W.Pike
- The Arboretum
- Redwood
- Savannah (Savannahuk)
- Pablo Alto
- The Chase
- Dan Lewis
- B-Sydes
- Poorboys of Worcester
- The Boatman
- Hipflask Virgins
- Chloe Mogg
- Luke Wylde and the Japes
- Heartwork
- UnPunkt
- Blue Ridge Express
- The Jericho Racks
- Low Red Moon
- Tazmin Barnes
- Woo Town Hillbillies
- Bethany Roberts
- Wisenheimer
- Kringo Blue and Poppy Waterman Smith
- Jam Sessions – multi artists
- Worcester School of Rock and Performance
- Georgie and Dave
- Ajay Srivastav0
- Vo Fletcher
- Emma Howett and Lisa
- Gavin Miller
- Rubella Moon
- Bromsgrove Rock School
- Every Thread
- Freya MacKinnon
- Bandeoke with Polkadot Robot
- Nobby von Wright
- REG
- Social Outcasts
- Chip Langley & The Kidgloves
- Belly Fusion
- Song and tune session
- Rock Choir
- Guerrilla Studio
- Chevy Chase Stole My Wife.

#### 16 settembre
- The Hungry Ghosts
- MeMeDetroit
- Ten Tombs
- Junior Weeb
- Navajo Ace
- Rival Karma
- Tyler Massey Trio
- The Desperados
- Coat of Many
- Redwood
- Goldblume
- Danny Starr
- Chip Langley & The Kidgloves
- Riché
- Shiraz Hempstock
- Sleephawk
- Hey Jester
- Dan Hartland
- Thunder and the Giants
- The Strays
- Terminal Rage
- Hannah Law Band
- Sean Harrington
- The Lost Notes
- Vicki Pingree
- Kate Lomas
- RVRMN
- Amit Dattani
- MoZie
- Faith
- Electric Raptor
- Dharma Bums
- Blushes
- Balaban and the Bald Illeagles
- Rosebud
- White Noise Cinema
- The Naughty Corner Ukulele Band
- Mitch Loveridge
- Dan Greenaway
- B Movie Heroes
- ORE
- Colossus Yeti
- Polly Edwards
- Juniper Nights
- Stone Mountain Sinners
- Aaron Douglas
- Paul Lennox
- Drumlove & friends with Ital sounds
- Deathly Pale Party
- The Collective
- Jenny Hallam
- Oli Barton & The Movement
- Grande Valise
- Mutante
- Madi Stimpson Trio
- Flex
- Jay & Eli
- Collective 43
- The Jericho Racks
- Bird Brother
- Smokin Pilchards
- Immy & The Boatman
- Toad Pack & Pablo
- Bryn Teeling & The River Thieves
- VALA
- As Mamas
- Kringo Blue and Poppy Waterman Smith
- Neon Creatures (Louisa and Andy acoustic set)
- Big Fat Shorty
- Vince Ballard
- Leifur Jonsson
- The Fidgets
- House of Wolvxs
- Karyo
- VoxRox Choir
- Bring your vinyl
- eat and chill
- Play it again Dan
- Glitch
- White Rhino
- Howard James Kenny.

## Beneficenza
Ogni anno il Festival sostiene diversi enti di beneficenza locali selezionati da un elenco di candidature. Il denaro per gli enti di beneficenza designati viene raccolto tramite donazioni e secchi di raccolta presso le sedi. A oggi il festival ha raccolto oltre 55 000 £ per enti di beneficenza.

### 2008
- Headway Worcester Trust
- Acorns children's hospice
- St Richards hospice
- Tudor house

### 2009
- Worcester Talking Newspapers For The Blind
- Choice Hospital Radio

### 2010
- Worcester Wheels
- Worcester Snoezelen

### 2011
- Maggs Day Centre

### 2012
- New Hope

### 2013
- Worcester Deaf Children's Society
- Worcester Sight Concern

### 2014
- Worcestershire Young Carers

### 2015
- Worcestershire Rape & Sexual Abuse Support Centre

### 2016
- Acorns Children's Hospice

### 2017
- St Paul's Hostel

### 2018
- Worcestershire Association of Carers